# Cyclopecten simplex
Cyclopecten simplex is een tweekleppigensoort uit de familie van de Propeamussiidae. De wetenschappelijke naam van de soort is voor het eerst geldig gepubliceerd in 1897 door Verrill.